# 阿利克斯 (阿肯色州)
阿利克斯（英語：Alix）是位於美國阿肯色州富蘭克林縣的一個非建制地區。該地的面積和人口皆未知。

## 地理
阿利克斯的座標為35°25′29″N 93°43′50″W / 35.42472°N 93.73056°W，而該地的平均海拔高度為123米（即404英尺）。